# Чепца (село)
Чепца — село в Кезском районе Удмуртской республики.

## География
Находится в северо-восточной части Удмуртии на расстоянии приблизительно 15 км на запад по прямой от районного центра поселка Кез у железнодорожной линии Киров-Пермь.

## История
Известно с 1920 года как поселок и станция Чепца, совместно с 38 дворами (34 двора русских и 4 двора удмуртов). В 1924 году поселок при станции Чепца отмечен был отдельно с 7 дворами. В 1932 году весь населенный пункт отмечался как починок, с 1935 года как поселок и станция, в 2002 году поселок, в 2010 — село. До 2021 года являлось административный центром Чепецкого сельского поселения.

## Инфраструктура
Железнодорожная станция Чепца Пермского отделения Свердловской железной дороги.

## Население
Постоянное население составляло 154 человека (1920), 1742 в 2002 году (русские 52 %, удмурты 45 %), 1459 в 2010.